# Johanna Klum

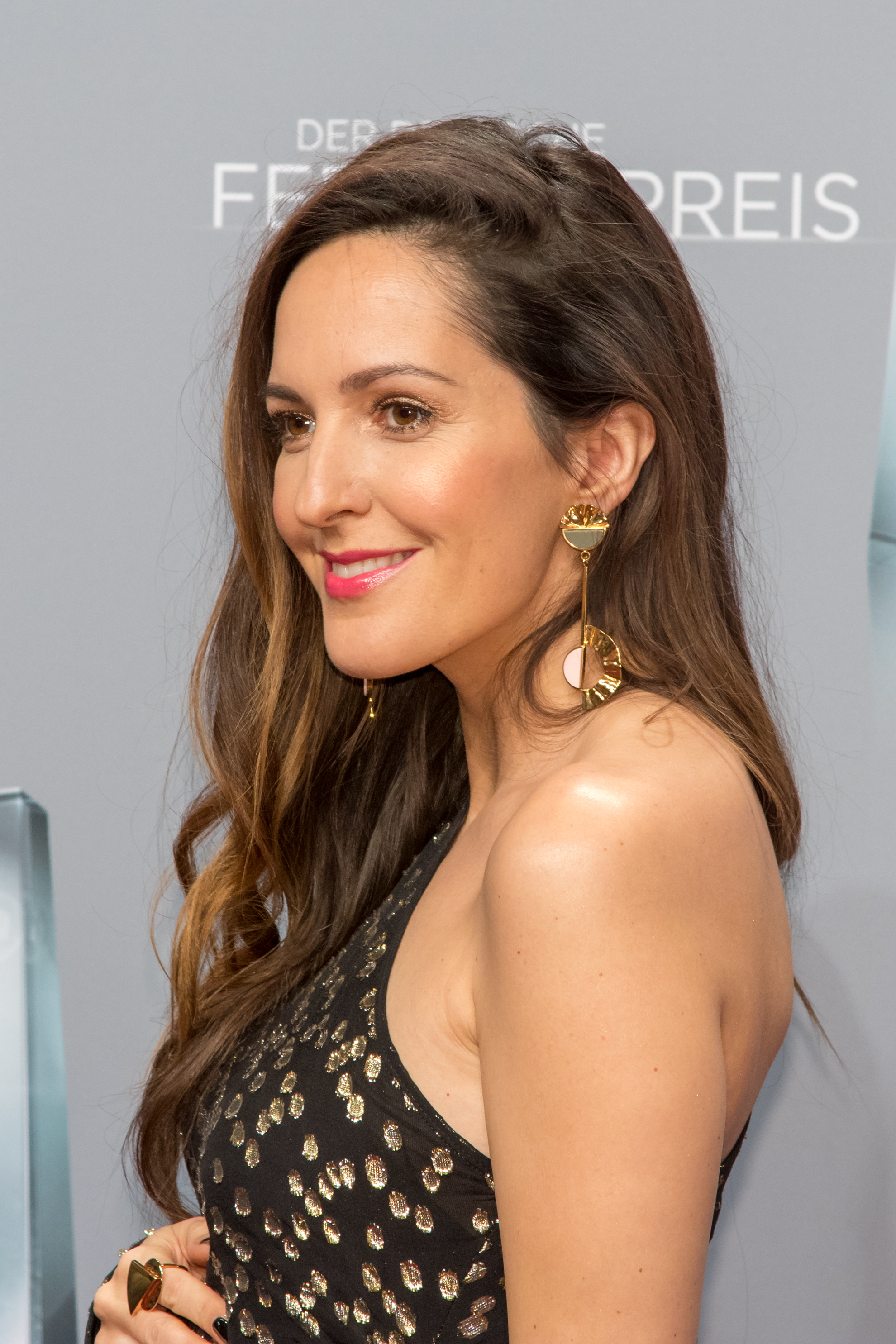
Johanna Klum beim Deutschen Fernsehpreis (2018)

Johanna Klum (* 12. Juli 1980 in Berlin) ist eine deutsche Fernsehmoderatorin.

## Leben
Klum hat eine jüngere Schwester namens Franziska. 2015 kam ihre Tochter zur Welt, 2018 ihr Sohn. Den Vater der Kinder und langjährigen Lebensgefährten heiratete sie 2017.

## Karriere
Klum gehörte von 2000 bis 2002 der Girlgroup Samajona an, die 2002 die Goldene Stimmgabel erhielt.
Danach wurde Klum Moderatorin von TRL auf MTV und berichtete für den Sender auch von Rock am Ring und der MTV Campus Invasion. Als VIVA 2005 vom MTV-Eigentümer Viacom übernommen wurde, wechselte sie dorthin und moderierte die Top 20, beide Staffeln der Dating-Show Jung, sexy sucht…!, und im Wechsel mit Gülcan Kamps, Klaas Heufer-Umlauf und Collien Ulmen-Fernandes die Nachmittagsshow VIVA Live!, zuvor die Vorgängershow 17. Später moderierte sie die Retro Charts und gehörte zur Moderatorinnenriege der Sendungen NEU und VIVA Top 100. 2012 verließ sie den Sender.
Klum war ab 2006 auch bei ProSieben als Co-Moderatorin neben Stefan Raab zu sehen (beim TV total Parallelslalom, Bundesvision Song Contest, ProSieben Fight Night) sowie bei anderen ProSieben-Shows wie z. B. der TV total Wok-WM und der Prominenten-Spielshow Extreme Activity. Zusammen mit Elton moderierte sie 2007 und 2008 die Entscheidungsshows des von Stefan Raab ins Leben gerufenen Casting-Formats SSDSDSSWEMUGABRTLAD.
Von Juni 2008 bis März 2012 war sie in drei Staffeln als Moderatorin der Show Elton vs. Simon zu sehen.

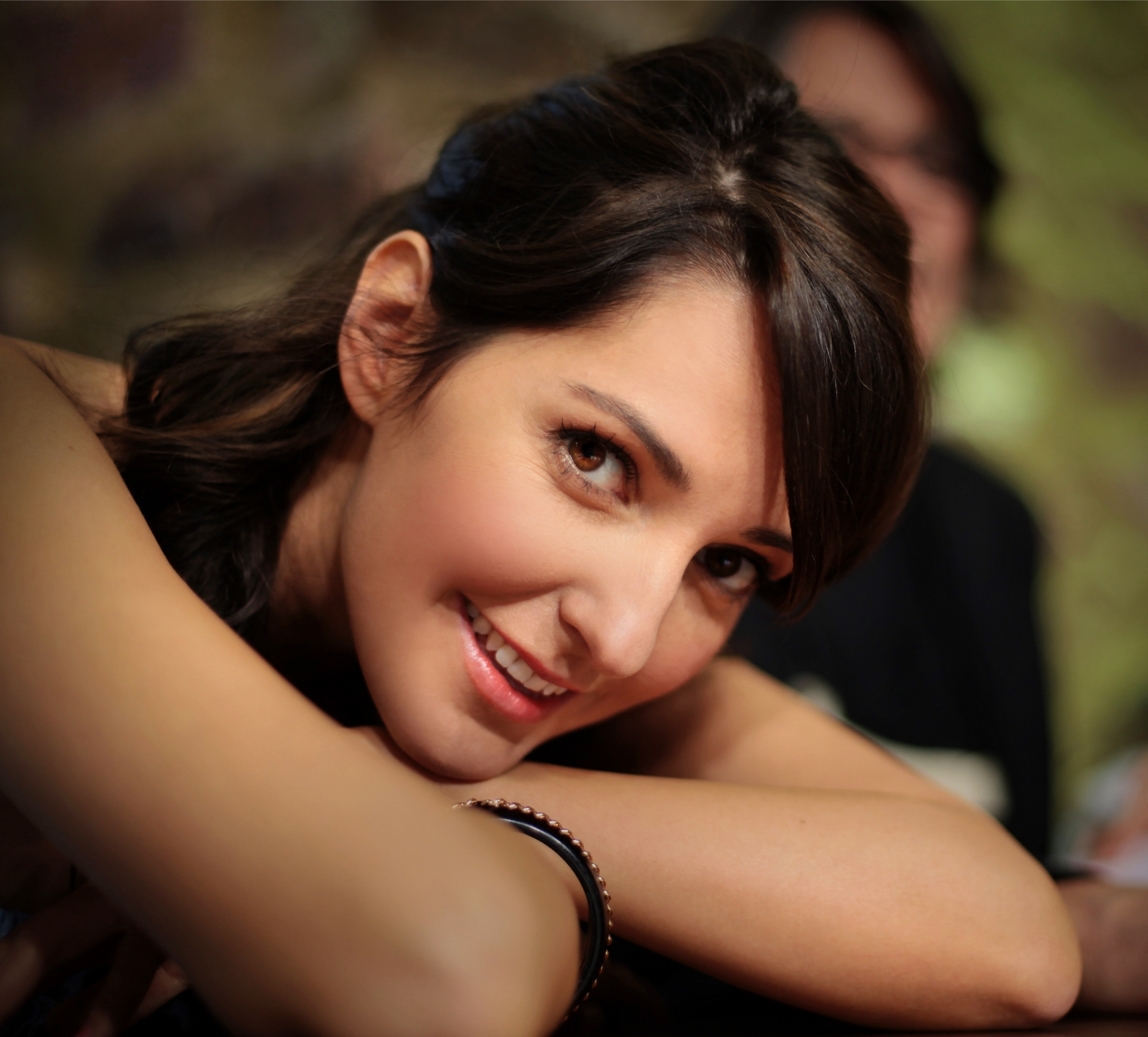
Johanna Klum als Jurymitglied bei Dein Song (2009)

2007 moderierte Klum bei ProSieben das Format Popstars – Das Magazin. In der 60-minütigen Show wurde ein Blick hinter die Kulissen geworfen und Best-Of Szenen aus der gleichnamigen Show Popstars – On Stage präsentiert.
In der von Dirk Bach auf RTL präsentierten Prominenten-Comedyshow Frei Schnauze XXL war Klum als Komikerin zu sehen.
Klum war in den „Wii Sports Resort“-Werbespots von Nintendo zu sehen, in denen sie mit Elton und Simon Gosejohann wetteiferte. Zudem moderierte sie vom 15. März 2010 bis zum 7. Dezember 2011 regelmäßig die Lokalzeit Ruhr im WDR.
Ab Herbst 2011 führte sie zusammen mit Elton durch die Kindersendung Der goldene Tabaluga – Auf die Plätze, helfen, los.
In der ZDF-Produktion Dein Song war Klum 2009 als Jurymitglied und von 2011 bis 2024, an der Seite von Bürger Lars Dietrich, auch als Moderatorin tätig.
Seit 2012 moderiert sie an der Seite von Oliver Pocher für Sky die Sendung Samstag LIVE!, ein Showformat mit Schwerpunkt Fußball. Für den MDR führte sie 2013 zusammen mit Gunther Emmerlich durch den 8. SemperOpernball.
In den ersten beiden Staffeln (2013 und 2014) war sie Moderatorin in der Tanzshow Got to Dance auf ProSieben und Sat.1. Von 2015 bis 2016 moderierte sie zusammen mit Wayne Carpendale die Sendung Superkids – Die größten kleinen Talente der Welt.
Außerdem arbeitet Klum in der Modebranche. Sie war unter anderem für armedangels und OTTO als Designerin und Model tätig.

## Synchronstimme
- 2011: Rio; Rolle: Papageidame Jewel (Anne Hathaway), 20th Century Fox
- 2014: Rio 2 – Dschungelfieber; Rolle: Papageidame Jewel (Anne Hathaway), 20th Century Fox

## TV-Moderation (Auswahl)
- 2005–2011: VIVA: Retro Charts, VIVA Live!, VIVA Top 100, Special Charts, Jung, sexy sucht (VIVA Deutschland, MTV Germany)
- 2006–2011: SSDSDSSWEMUGABRTLAD, gemeinsam mit Elton (ProSieben)
- 2006–2011: Bundesvision Song Contest, gemeinsam mit Stefan Raab (ProSieben)
- 2007: Popstars – Das Magazin (ProSieben)
- 2007: Comet (VIVA Deutschland)
- 2007, 2010–2011: The Dome (RTL II)
- 2008–2010: Elton vs. Simon – Die Show (ProSieben)
- 2010–2012: Lokalzeit Ruhr (WDR)
- 2011–2024: Dein Song, gemeinsam mit Bürger Lars Dietrich (KiKA)
- 2011: Elton vs. Simon – Die besten Duelle (ProSieben)
- 2011–2012: XXS – Hilfe, wir werden geschrumpft (KiKA)
- 2012: Elton vs. Simon – Die Live-Show (ProSieben)
- 2012–2014: Samstag LIVE!, gemeinsam mit Oliver Pocher (Sky Deutschland)
- 2013: SemperOpernball, gemeinsam mit Gunther Emmerlich (MDR Fernsehen)
- 2013–2014: Got to Dance (ProSieben und Sat.1)
- 2015–2016: Superkids – Die größten kleinen Talente der Welt (Sat.1)[5]
- 2021: 99 – Eine:r schlägt sie alle!, gemeinsam mit Florian Schmidt-Sommerfeld (Sat.1)

## Werbung (Auswahl)
- Markenbotschafterin für Asti Cinzano
- Markenbotschafterin für Nintendo
- Markenbotschafterin für Ford
- Kampagnenmodel für Otto
- Kampagnen für 8×4
- Armed Angels
- McDonald’s
- Staatliche Kampagne Runter vom Gas
- Deutsche Knochenmarkspenderdatei
- WWF-Jugend
- Verein „Junge Helden“, der sich mit Organspenden befasst

## Auszeichnungen
- „Shoefashionista of the Year – Deichmann Shoe Step of the Year Award“ 2012
- „Goldene Henne“, MDR (Nominierung 2008)
- „Goldene Stimmgabel“ als Auszeichnung der Popgruppe Samajona (2002)
- „Deutscher Fernsehpreis“ 2013 – in der Kategorie Beste Unterhaltungsshow
- „Deutscher Comedypreis“ 2008 – in der Kategorie Beste Comedy-Show für Elton vs. Simon (gemeinsam mit Elton und Simon Gosejohann)
- „Deutscher Comedypreis“ 2012 – in der Kategorie Bester Comedyevent für Elton vs. Simon – Die Live-Show (gemeinsam mit Elton und Simon Gosejohann)